# ミュージックレシピ
『ミュージックレシピ』は、NACK5でかつて放送していたラジオ番組。

## 概要
音楽プロデューサーのNAGATAROCKとバンド・omake.のボーカル＆ギター担当の星亜が、今後ブレイクしそうなゲストを迎え、音楽の調理法、味わい方、素材の秘密などを深く掘り下げていくトーク番組。2018年12月30日深夜にはスタート記念特番も放送された（25:00 - 29:00）。
また、2019年3月より番組連動イベント『OnePlate』を定期的に公演していく予定となっていた。
2019年4月20日(21日深夜)放送分を以って、アシスタントの星亜が病気療養による活動休止に伴い、同じomake.のメンバーであるくりきれもんへ交代した。

## ゲスト
- スタート記念特番 - majiko、ネクライトーキー[2]
- 第2 - 3回 - Reol[6]
- 第4 - 5回 - リーガルリリー[7]